# Saint-Quentin Basket-Ball
Il Saint-Quentin Basket-Ball è una società cestistica avente sede a San Quintino, in Francia. Fondata nel 1973, gioca nel campionato francese.
Disputa le partite interne nel Palais des Sports Pierre Ratte, che ha una capacità di 3.100 spettatori.

## Roster 2023-2024
Aggiornato al 21 ottobre 2023.
|    | Naz.                                        | Ruolo | Sportivo           | Anno | Alt. | Peso | Note |
| -- | ------------------------------------------- | ----- | ------------------ | ---- | ---- | ---- | ---- |
| 0  | Belgio (bandiera)                           | G     | Loïc Schwartz      | 1992 | 196  | 80   |      |
| 1  | Stati Uniti (bandiera)                      | G     | Nate Johnson       | 1998 | 193  | 87   |      |
| 5  | Francia (bandiera)                          | AG    | William Pfister    | 1995 | 202  | 104  |      |
| 8  | Francia (bandiera)                          | AP    | Melvin Ajinça      | 2004 | 203  |      |      |
| 10 | Francia (bandiera)                          | P     | Lucas Boucaud      | 2000 | 188  |      |      |
| 11 | Stati Uniti (bandiera) · Israele (bandiera) | A     | Will Rayman        | 1997 | 203  | 101  |      |
| 12 | Francia (bandiera)                          | AG    | Mathis Dossou-Yovo | 2000 | 205  | 95   |      |
| 13 | Polonia (bandiera)                          | C     | Dominik Olejniczak | 1996 | 213  | 118  |      |
| 15 | Stati Uniti (bandiera)                      | P     | Tyger Campbell     | 2000 | 180  | 82   |      |
| 23 | Stati Uniti (bandiera)                      | G     | M.J. Walker        | 1998 | 196  | 97   |      |

## Palmarès
- Pro B: 1

2022-2023
- NM1: 3

1998-1999, 2000-2001, 2011-2012

## Cestisti
- Jimmal Ball 2011-2014